# Reckless & Relentless
Reckless & Relentless är det andra studioalbumet av det engelska metalcore-bandet Asking Alexandria. Det släpptes den 5 april genom Sumerian Records. Albumet utannonserades den 22 december 2009 och började spelas in i juni 2010 vid Foundation Recording Studios i Connersville, Indiana och avslutades på hösten samma år. Genre-mässigt är Reckless & Relentless ett metalcore-album som innehåller inslag av euro-trance och har influenser av rockmusik från 1980-talet.
Albumet mottog generellt sett positiva recensioner, som lovordade dess höga gitarrer och trummor och Danny Worsnops sång, men kritiserade användningen av elektroniska instrument. Den debuterade som nummer 9 på Billboard 200 och sålde mer än 31 000 enheter under dess första vecka.

## Skivomslag
Reckless & Relentless skivomslag pryds av den kända amerikanska porrskådespelerskan Michelle Anne Sinclair (mer känd som Belladonna). Danny Worsnop sa i en intervju med Fallen Blue att de var ute efter någonting chockerande. I samma intervju nämnde Danny även låten "Someone, Somewhere" som den första som han skrivit texten till med sina känslor som bakgrund.

## Låtlista
| Nr           | Titel                  | Längd |
| ------------ | ---------------------- | ----- |
| 1.           | Welcome                | 1:49  |
| 2.           | Dear Insanity          | 3:09  |
| 3.           | Closure                | 3:58  |
| 4.           | A Lesson Never Learned | 3:54  |
| 5.           | To the Stage           | 3:30  |
| 6.           | Dedication             | 1:03  |
| 7.           | Someone, Somewhere     | 3:37  |
| 8.           | Breathless             | 4:10  |
| 9.           | The Match              | 4:15  |
| 10.          | Another Bottle Down    | 3:34  |
| 11.          | Reckless & Relentless  | 4:08  |
| 12.          | Morte et Dabo          | 5:15  |
| Total längd: | Total längd:           | 42:25 |

| 13.          | When Everyday's the Weekend (Big Chocolate remix) 3:51                                       |       |
| 14.          | Nobody Don't Dance No More (Noah D remix) 3:49                                               |       |
| 15.          | If You Can't Ride Two Horses at Once... You Should Get Out of the Circus (Noah D remix) 3:53 |       |
| 16.          | I Was Once, Possibly, Maybe, Perhaps a Cowboy King (Robotsonics remix) 5:31                  |       |
| 17.          | A Prophecy (Big Chocolate remix) 4:26                                                        |       |
| Total längd: | Total längd:                                                                                 | 62:52 |

| 13.          | The Final Episode (Let's Change the Channel) (Borgore's Die Bitch remix) 4:12 |       |
| 14.          | A Candlelit Dinner with Inamorta (Run DMT remix) 4:14                         |       |
| 15.          | A Prophecy (Big Chocolate Electro remix) 4:17                                 |       |
| Total längd: | Total längd:                                                                  | 54:06 |

## Topplistor
| Listor                            | Plats |
| --------------------------------- | ----- |
| ARIA Charts                       | 30    |
| UK Albums Chart                   | 98    |
| Billboard 200                     | 9     |
| U.S. Rock Albums (Billboard)      | 4     |
| U.S. Hard Rock Albums (Billboard) | 2     |

## Personal

### Musiker
| Asking Alexandria - Sam Bettley – elbas - Ben Bruce – gitarr, bakgrundssång, programmering - James Cassells – trummor - Cameron Liddell – kompgitarr - Danny Worsnop – sång, programmering, keyboard, synt Ytterligare musiker - James Murray – sång och text till "Dedication" | - Joey Sturgis – Ljudåtergivning, ljudtekniker, ljudmix och mastering - Nick Sampson – Ytterligare ljudtekniker - Inspelad vid Foundation Recording Studios - Paul Harries - Fotografi - Daniel Wagner - Logo - Daniel McBride - Layout - Shawn Keith och Nick Walters - A&R - George Vallee - Publicitet |